# Iñaki Relanzón i Roca
Iñaki Relanzón i Roca (Barcelona, 1972), és un fotògraf professional especialitzat en fotografia de natura, des de la dècada de 1990.
Es va afeccionar a la fotografia quan amb 15 anys va començar a captar imatges dins de coves quan es dedicava a l'espeleologia. Aquesta experiència li va permetre publicar el seu primer llibre "Fotografía del mundo subterráneo". L'interès per la fotografia i una influència juvenil dels programes televisius de Félix Rodríguez de la Fuente, varen fer que es comencés a interessar per la temàtica de natura.

## Activitat professional
Després d'estar un temps centrar en la temàtica de les coves, va fer el seu primer viatge a Islàndia on va estar tres mesos realitzant un llarg reportatge de l'illa, un destí al qual torna regularment per captar els seus paisatges, entre els que Relanzón destaca especialment les muntanyes de Landmannalaugar, el gel de la glacera Vatnajökull i les espectaculars cascades de l'illa, així com les colònies de milions d'aus marines, com el fraret atlàntic.
Durant les erupcions de l'Eyjafjalla del 2010 no va dubtar en tornar a l'illa per captar un esdeveniment excepcional.
Austràlia, Uganda, Kenya, Amèrica del Nord i molt especialment Madagascar, on està realitzant un dels seus projectes, han estat destí dels treballs de Relanzón. En un viatge al Canadà va poder captar una de les seves imatges més conegudes on es veu un os polar a un pam de distància; immediatament després de captar-la l'animal va destrossar la càmera a mossegades.
És membre de la prestigiosa organització International League of Conservation Photographers (ILCP), que fomenta el compromís dels professionals de la imatge en preservar els espais naturals en què actuen exigint la mínima intervenció sobre ells. Relanzón estén aquest respecte al mateix resultat de la seva obra i quan defineix el seu estil, manifesta: "L'essència i filosofia del meu treball és contar una realitat. Captar imatges tal com me les trobo: recollir-les, plasmar-les, ensenyar-les… Òbviament hi ha subjectivitat, el tema, l'enquadrament… el meu punt de vista. No falsejo, ni afegeixo elements artificials".
Ha publicat 6 llibres sobre fotografia a més d'il·lustrar amb les seves imatges més de 150 obres. Dels sus llibres destaquen "Photosfera, la naturaleza a través del objetivo", "Cadí, Una mirada al Parc Natural del Cadí-Moixeró" o "Ordesa, las montañas de Celia", un homenatge al darrer exemplar de cabra pirinenca femella que va morir accidentalment el 2000. És actiu a la xarxa com a fórmula no tan sols de promoció, sinó de difusió d'un compromís amb la natura. Publica a la xarxa dins del grup de fotògrafs naturalistes de Nature Photo Blog i opina que "on alguns veuen amenaces per la proliferació massiva d'imatges i informació, jo veig noves oportunitats per a arribar a més públic abans inabastable, fer més difusió i potenciar millor la missió de conservació que porta intrínsec".

## Projectes i col·laboracions
Les seves fotografies són habituals a les revistes especialitzades en natura com National Geographic (USA), BBC Wildlife Magazine (UK), Audubon Magazine (USA), a més d'il·lustrar altres publicacions com Lonely Planet, Altaïr o The New York Times. Ha estat col·laborador de la prestigiosa campanya Wildlife as Canon sees it, que es publica a National Geographic Magazine des de fa més de 30 anys.
Altres projectes en els quals participa són:
- Madagascar, Noah's ark, centrat a captar imatges d'espècies de Madagascar en perill d'extinció. Un projecte en què ha fotografiat animals que es consideraven desapareguts com la fotja de Madagascar i els coneguts lèmurs silki sifacas.
- The Living Med, un ambiciós projecte impulsat pels fotògrafs Francisco Márquez, Iñaki Relanzón i Jaime Rojo, tots ells membres de la International League of Conservation Photographers (ILCP), que el portarà a fotografiar els darrers reductes naturals de la regió mediterrània en tres continents.[9]
- Wild Wonders of Europe un projecte per captar racons poc coneguts d'Europa i que va comptar amb prestigiosos professionals com Staffan Widstrand (Director del projecte), Peter Oxford, Bruno d'Amicis, Vincent Munier que varen captar més de 200.000 imatges entre els anys 2009 i 2010.[10]

## Reconeixements
- Tres mencions honorífiques al "BBC Wildlife Photographer of the Year" 1997, organitzat per la BBC i el Museu d'Història Natural de Londres.
- Guardonat amb el premi a la "millor fotografia de l'any 2002" per l'Asociación Española de Fotógrafos de la naturaleza.[11]